# To års ferie
To års ferie (originaltitel Deux ans de vacances) er en roman af Jules Verne, udgivet i 1888 på fransk og i 1889 på dansk. Bogen handler om en flok kostskoledrenge, som skal på ferie i en sejlbåd, men ferien bliver længere, end de har forventet, fordi et uvejr krydser deres vej. Båden lander på en ø i Stillehavet, og romanen handler om drengenes eventyr og kampe på øen. Bogen har været yndet blandt drenge og eventyrlystne sjæle i hele verden.

## Udgivelse
Som mange af Jules Vernes andre bøger blev To års ferie udgivet som føljeton i (24 afsnit mellem januar og december 1888) i bladet Magasin d’Éducation et de Récréation, som blev udgivet af Vernes forlægger Hetzel. Samme år kom romanen som bog på fransk i to bind, det første i juni, det andet i november.
I forordet til 2. udgave skriver Jules Verne, at det var meningen at skabe et Robinson Crusoe-lignende miljø for børn; og at vise hvad børn var i stand til at opnå.

### På dansk
Der findes seks danske oversættelser af To års ferie: 
- 1889 på Andreas Schous forlag.
- 1903 på Chr. Erichsens Forlag.
- 1945 på Ungdommens Forlag.
- 1961 på forlaget Fremad.
- 1970 på forlaget Hernov
- 1972 i serien Gyldendals Udødelige.

## Handling
Romanen starter i Auckland på New Zealand, hvor en flok på 15 skoledrenge, mellem otte og 13 år, er ved at gøre det sidste klar før afgang til seks ugers ferie på havet. Med undtagelse af amerikaneren Gordon og to franske brødre, Briant og Jacques, er alle drengene briter.
Drengene samles og lægger sig til at sove i båden, der ligger fortøjet, men ved ukendte omstændigheder bliver trosserne kastet, og båden driver til havs, hvor den bliver fanget i en storm. 22 dage senere strander drengene på en ukendt ø i Stillehavet. Dér tilbringer de de næste to år, til et andet skib lander på kysten. Det viser sig at være pirater, der har taget kommandoen på skibet. Med hjælp af dets to gamle besætningsmedlemmer, lykkes det at overmande piraterne og flygte fra øen.